# Keren Ann
Keren Ann Zeidel (Cesarea, Israel; 10 de marzo de 1974), conocida como Keren Ann, es una compositora y cantante neerlandesa afincada en Francia.
Su estilo mezcla la chanson francesa y el folk intimista, con sonidos modernos y refinados. Ha ganado fama en Francia, Israel, Islandia y Países Bajos, entre otros países.

## Biografía
Keren Ann Zeidel nació en Cesarea (Israel), descendiente de judíos rusos y su madre es originaria de los Países Bajos de origen javanés. Keren Ann habla correctamente hebreo, inglés y francés. Vivió en Israel y en los Países Bajos hasta los 11 años, cuando su familia se trasladó a París. Su primer grupo, KAB (Keren Ann Band), duró tres años. 
En la década de 1990, Zeidel conoció al músico y arreglista Benjamin Biolay, con quien formaría una fructífera colaboración. En 1997, escribió la canción Father para la película K de Alexandre Arcady, en la que también tuvo una pequeña participación. En 1998 lanzó un puñado de sencillos (incluido "I+I+I") como miembro de Shelby.
En 2003, Zeidel y el músico islandés Barði Jóhannsson formaron el dúo musical "Lady & Bird"; ambos publicaron un álbum de estudio autotitulado, así como una grabación en directo de su actuación con la Orquesta Sinfónica de Islandia en 2009. Ambos coescribieron en 2011 la ópera Red Waters, producida por la Ópera de Rouen y dirigida por Arthur Nauzyciel, que se representó en cuatro teatros de ópera de Francia.
En 2000, comenzó su carrera en solitario con La biographie de Luka Philipsen en homenaje a la canción de Suzanne Vega, "Philipsen". El disco fue coescrito junto a Benjamin Biolay, que también lo produjo. Usaron el mismo tándem para el siguiente: La disparition (2002), además en agradecimiento, Zeidel colaboró en el disco debut de Biolay Rose Kennedy. Not Going Anywhere, su tercer disco fue grabado enteramente en inglés en 2003 e incluye algunas canciones del anterior versionadas a este idioma. Este disco supuso su entrada en el mercado anglosajón, consolidado por el cuarto álbum, Nolita. Nolita fue grabado en París y Nueva York en 2004 y cantado en francés e inglés. Su título proviene del barrio de Manhattan donde se alojó en la ciudad estadounidense. el quinto se tituló Keren Ann (2007), al que siguieron 101 en 2011, You're Gonna Get Love en 2016 y Bleue en 2019.
Muchas de sus canciones han sido versionadas por otros artistas, como Henri Salvador, Jane Birkin, Francoise Hardy, Rosa Passos, Jacky Terasson, Emmanuelle Seigner, Benjamin Biolay y Anna Calvi. Su música ha aparecido en series de televisión como Anatomía de Grey, A dos metros bajo tierra y Big Love, y en películas como Love Me No More (2008). Su canción "Beautiful Day" ha sido el sonido de la campaña "Skyteam", y en 2008 su canción "Lay Your Head Down" fue la sintonía del anuncio internacional de primavera de H&M.

## Discografía
| Año  | Título                          | Sello discográfico   | Otra información                                                        |
| 2000 | La biographie de Luka Philipsen | EMI                  | Disco debut. (Cantado en francés íntegramente)                          |
| 2002 | La disparition                  | EMI Capitol          | Cantado en francés íntegramente.                                        |
| 2003 | Not Going Anywhere              | Metro Blue/Blue Note | Cantado en inglés íntegramente. Mezcla canciones nuevas y del anterior. |
| 2003 | Lady and Bird                   | EMI                  | Disco debut del dúo Lady & Bird, junto a Bardi Johannsson.              |
| 2004 | Nolita                          | Metro Blue/Blue Note | Cantado en inglés y francés. Grabado en Estados Unidos.                 |
| 2007 | Keren Ann                       | EMI                  | Contiene participaciones de Magic Malik y d'Albin de la Simone.         |
| 2011 | 101                             | EMI                  |                                                                         |
| 2016 | You're Gonna Get Love           |                      |                                                                         |
| 2019 | Bleue                           |                      |                                                                         |

### Participaciones y colaboraciones
- Chambre avec vue (2000), por Henri Salvador : 
  - Jardin d'hiver
  - Chambre avec vue
  - Jazz Méditerranée
  - Un tour de manège
  - Faire des ronds dans l'eau

- Lady & Bird, en colaboración con Bardi Johannsson, del grupo islandés Bang Gang (003)
  - Do What I Do
  - Shepard's Song
  - Stephanie Says
  - Walk Real Slow
  - Suicide is Painless
  - The Morning After
  - Run in the Morning Sun
  - See Me Fall
  - Blue Skies
  - La Ballade Of Lady & Bird

- Duos
  - Veruca Salt y Frank Black con Dominique A y Vincent Delerm, del álbum Kensington Square, 2004
  - El coro del título "Que n'ai-je?" que aparece en el álbum Gibraltar de Abd al malik, en la canción "M'effacer"

### Sencillos
- 2000 - Seule
- 2000 - Sur le fil
- 2001 - Aéroplane
- 2002 - Au coin du monde
- 2002 - Ailleurs
- 2003 - La corde et les chaussons
- 2003 - Not going anywhere
- 2003 - Sailor and Widow
- 2004 - Que n'ai-je ?
- 2004 - La forme et le fond
- 2005 - Midi dans le salon de la duchesse
- 2005 - Chelsea Burns
- 2005 - Greatest you can find
- 2007 - Lay your head down
- 2007 - It ain't no crime
- 2007 - In your back
- 2011 - My name is Trouble